# AAA (プロレス)
AAA（トリプレア、Asistencia Asesoría y Administración）は、メキシコのプロレス団体。
1992年に旗揚げされ、メキシコでは最王手CMLLに次ぐ規模の団体である。2025年4月にWWEによる買収が発表された。

## 歴史
1992年1月、CMLLで企画部長兼ブッカーを務めていたアントニオ・ペーニャによって設立された。5月、メキシコシティで旗揚げ戦を開催。
CMLLから引き連れた選手に加えてレイ・ミステリオ・ジュニア、シコシス（初代）らが活躍してアメリカンプロレスを意識したエンターテイメント性の強いプロレスを推し進めて、ライバルのUWAを壊滅に追い込んでメキシコを基盤に南米、アメリカへの人気を獲得していく。
WWEの「レッスルマニア」に相当する「トリプレマニア」が年間を通して最大の興行とされている。ストーリーにはペーニャも深く関わっている（ビンス・マクマホンと違ってあくまでもテクニコ扱い）。なお、ヘキサゴンと呼ばれる六角形型リングを初めて考案している。
2014年9月、北米進出を目的としてロサンゼルスにブランド「ルチャ・アンダーグラウンド」を設立。10月、ロサンゼルスでルチャ・アンダーグラウンドの旗揚げ戦を開催。
2025年4月19日、米国WWEの年間最大興行「レッスルマニア41」の直前イベントにて、WWEに買収されることが発表された。WWEが株式の51％を保有。残りをメキシコ・Fillip社が保有。創設一族であるペーニャ家は、買収後も団体運営に関与する予定。

## 国外との関係

### 日本
1994年11月16日から11月21日、新日本プロレスとの合同興行「AAAルチャ・ワールド」を5大会開催。
2007年9月3日、ディファ有明でプロレスリング・ノアとの合同興行「トリプレセム」を開催。
2008年5月25日、モレリアで開催した第10回「レイナ・デ・レイナス」にOZアカデミー女子プロレスの尾崎魔弓、ダイナマイト関西、カルロス天野、加藤園子、永島千佳世、AKINO、伊藤薫プロレス教室の浜田文子が出場している。
2012年11月27日、後楽園ホールでプロレスリングWAVEとの合同興行「The Virgin Mary」を開催。
2015年5月24日、メキシコシティで開催した第1回「ルチャリブレ・ワールドカップ」に高山善廣&石森太二&小峠篤司組、3代目タイガーマスク&政宗&KENSO組が出場している。
2016年5月3日と6月5日、メキシコシティで開催した第2回「ルチャリブレ・ワールドカップ」に丸藤正道&石森&マイバッハ谷口組、田中将斗&日高郁人&曙組、女子枠にアジャコング&宮崎有妃&夏すみれ組が出場している。
2017年10月10日、後楽園ホールで開催した第3回「ルチャリブレ・ワールドカップ」にケンドー・カシン&NOSAWA論外組、Hi69&石森組が出場している。

### アメリカ
2017年4月18日、インパクト・レスリングとの業務提携を発表。
2019年2月7日、AEWとの業務提携を発表。
2025年4月19日、WWEに買収された事を発表。

## タイトルホルダー
| タイトル                    | 保持者                                                     | 歴代   |
| --------------------------- | ---------------------------------------------------------- | ------ |
| AAAメガ王座                 | エル・イホ・デル・ビキンゴ                                 | 第22代 |
| AAA世界クルーザー級王座     | ラレド・キッド                                             | 第17代 |
| AAA世界タッグ王座           | Pagano and Psycho Clown                                    | 第代   |
| AAA世界トリオ王座           | マーダー・クラウン パニック・クラウン デーブ・ザ・クラウン | 第18代 |
| AAAラテンアメリカ王座       | イホ・デ・ドクトル・ワグナー・ジュニア                     | 第16代 |
| AAAレイナ・デ・レイナス王座 | フラメル                                                   | 第31代 |
| AAA世界混合タッグ王座       | ミスター・イグアナ ラ・イエドラ                            | 第20代 |
| AAA世界ミニ王座             | ディナスティア                                             | 第7代  |

トーナメント戦
- レイ・デ・レイエス

1. ラテン・ラバー
2. オクタゴン
3. シベルネティコ
4. アビスモ・ネグロ
5. ラ・パルカ（2代目）
6. カネック
7. ラ・パルカ（2代目）
8. ラ・パルカ（2代目）
9. バンピーロ
10. ラ・パルカ（2代目）
11. エル・ソロ
12. エレクトロ・ショック
13. チェスマン

- レイナ・デ・レイナス

1. ソチ浜田
2. ロッシー・モレノ
3. レディ・アパッチェ
4. エステル・モレノ
5. ティファニー
6. ミス・ジャネス
7. ティファニー
8. ファビー・アパッチェ
9. セクシー・スター
10. セクシー・スター

- ルチャリブレ・ワールドカップ

1. レイ・ミステリオ・ジュニア & ミステシス & アルベルト・エル・パトロン
2. チャボ・ゲレロ・ジュニア & ジョニー・ムンド & ブライアン・ケイジ、女子枠：レディ・アパッチェ & マリー・アパッチェ & ファビー・アパッチェ
3. サイコ・クラウン & パガノ
4. ラレド・キッド & ペンタゴン・ジュニア & タウルス、女子枠：ジョーディン・グレイス & ディオナ・パラッツォ & カミール

## 所属選手

### 男子選手
- アビスモ・ネグロ・ジュニア（Abismo Negro Jr.）
- アベルノ（Averno）
- アラン・ストーン（Alan Stone）
- アルゴス（Argos）
- アルヘニス（Argenis）
- アルベルト・エル・パトロン（Alberto El Patron）
- イステリア（Histeria）
- ウルティモ・グラディアドール（Último Gladiador）
- エアロスター（Aerostar）
- エクストリーム・タイガー（Extreme Tiger）
- エピデミウス・ジュニア（Epidemius Jr.）
- エル・イホ・デル・ビキンゴ（El Hijo del Vikingo）
- エル・エレヒード（El Elegido）
- エル・ソロ（El Zorro）
- エレクトロ・ショック（Electro Shock）
- オクタゴン・ジュニア（Octagon Jr.）
- オリエンタル（Oriental）
- ガルサ・ジュニア（Garza Jr.）
- カルタ・ブラバ・ジュニア（Carta Brava Jr.）
- クリス・ストーン（Kris Stone）
- クレイジー・ボーイ（Crazy Boy）
- クン・フー・ジュニア（Kung Fu Jr.）
- サイコ・クラウン（Psycho Clown）
- シコシス（初代）（Psicosis）
- ジョー・ライダー（Joe Líder）
- スペル・クレイジー（Super Crazy）
- スペル・ノバ（Super Nova）
- スペル・カロ（Super Calo）
- ダーク・オズ（Dark Ozz）
- ダーク・クエルボ（Dark Cuervo）
- タウルス（Taurus）
- ダガ（Daga）
- チャーリー・マンソン（Charly Manson）
- チェスマン（Chessman）
- テハノ・ジュニア（Texano Jr.）
- ドクトル・ワグナー・ジュニア（Dr. Wagner Jr.）
- ドラゴ（Drago）
- パガノ（Pagano）
- ハロウィン（Helloween）
- フベントゥ・ゲレーラ（Juventud Guerrera）
- ブルー・デーモン・ジュニア（Blue Demon Jr.）
- ペサディーヤ（Pesadilla）
- マーダー・クラウン（Murder Clown）
- ミステシス・ジュニア（Myzteziz Jr.）
- モチョ・コタ・ジュニア（Mocho Cota Jr.）
- モンスター・クラウン（Monster Clown）
- ラレド・キッド（Laredo Kid）
- リッキー・マルビン（Ricky Marvin）
- リッパー（Ripper）
- ロッキー・マルビン（Rocky Marvin）

### 女子選手
- アルダ・モレノ（Alda Moreno）
- エステル・モレノ（Esther Moreno）
- ジェニファー・ブレイク（Jennifer Blake）
- シンティア・モレノ（Cynthia Moreno）
- セクシー・スター（Sexy Star）
- マリー・アパッチェ（Mari Apache）
- ファビー・アパッチェ（Faby Apache）
- ロッシー・モレノ（Rossy Moreno）

### ミゼット選手
- オクタゴンシート（Octagoncito）
- ディナスティア（Dinastía）
- マスカリータ・サグラダ（Mascarita Sagrada）
- マスカリータ・ディビナ（Mascarita Dibina）
- ミニアビスモ・ネグロ（Miniabismo Negro）
- ミニイステリア（Minihisteria）
- ミニサイコ・クラウン（Minipsycho Clown）
- ミニシコシス（Minipsicosis）
- ミニチェスマン（Minichessman）
- ミニチャーリー・マンソン（Minicharly Manson）
- ミニマーダー・クラウン（Minimurder Clown）
- ミニモンスター・クラウン（Minimonster Clown）

## AAA殿堂
AAAが顕著な活躍をした人物を表彰する制度。
- 2007年 : アントニオ・ペーニャ、レイ・ミステリオ・ジュニア
- 2008年 : エディ・ゲレロ
- 2009年 : ペペ・カサス
- 2010年 : 該当者なし
- 2011年 : オクタゴン
- 2012年 : ペロ・アグアヨ
- 2013年 : アビスモ・ネグロ